# Fustanella

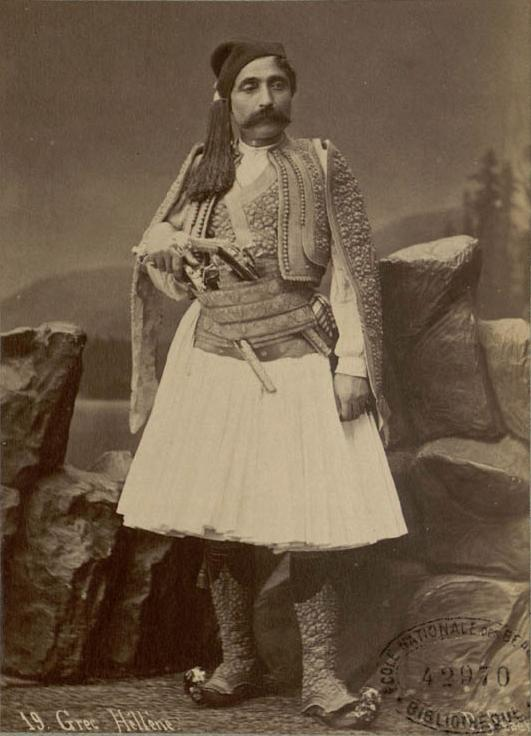
La fustanella in una fotografia di Pascal Sébah (XIX secolo)

La fustanella è un indumento maschile simile a un gonnellino, pieghettato e molto svasato, tipico del costume tradizionale di diverse popolazioni dei Balcani.
Fa parte della caratteristica uniforme degli euzoni, i soldati della guardia. Tra il 1924 e il 1939 fece parte della divisa della guardia reale albanese in Albania. Fu utilizzata dai militari d'Albania abitualmente sino al 1946, in quanto il regime comunista albanese ne limitò l'abituale uso solo in occasioni particolari, per adottare un uniforme in uso nei paesi del blocco real-socialista. Dal 1939 al 1943 era indossato dalla Compagnia del Sud della Guardia Reale Albanese del Re ed Imperatore Vittorio Emanuele III.
La fustanella viene utilizzata per cerimonie ed eventi importanti.